# Cekanți, Tărgoviște
Cekanți (în bulgară Чеканци) este un sat în comuna Antonovo, regiunea Tărgoviște,  Bulgaria. 

## Demografie
Componența etnică a satului Cekanți
     Bulgari (24,59%)
     Turci (60,65%)
     Nicio identificare (14,75%)
     Altele (0%)
La recensământul din 2011, populația satului Cekanți era de 61 locuitori. Din punct de vedere etnic, majoritatea locuitorilor (60,65%) erau turci, cu o minoritate de bulgari (24,59%). Pentru 14,75% din locuitori nu este cunoscută apartenența etnică.